# Putoniessa turneri
Putoniessa turneri är en insektsart som beskrevs av Evans 1969. Putoniessa turneri ingår i släktet Putoniessa och familjen dvärgstritar. Inga underarter finns listade i Catalogue of Life.